# Étang du Goulot
L'étang du Goulot (on peut trouver l'orthographe Gouleau sur des documents anciens) est entièrement situé sur le territoire de la commune de Lormes au sud de la ville près du carrefour des routes de Château-Chinon (D944) et des Settons (D17).
Créé initialement pour le flottage du bois, il constitue, avec l'église Saint-Alban, la principale image touristique de la ville. Le camping municipal*** est installé sur la rive nord.

## Historique

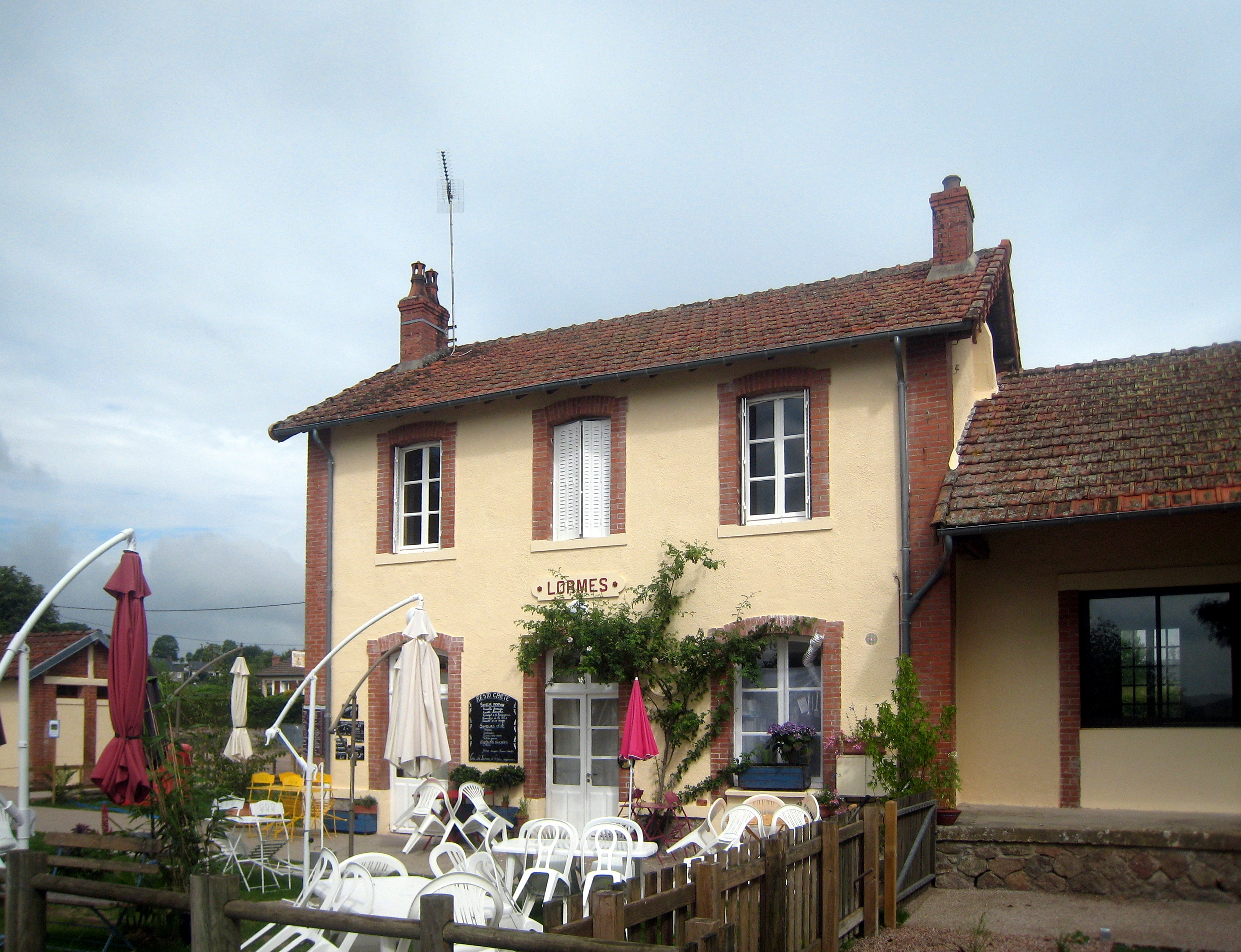
L'ancienne gare du tacot sur la rive nord

Des travaux d'aménagement (réfection des locaux d'accueil du camping, aménagement d'un local pour le club de canoë-kayak, aménagement des rives...) ont été réalisés en 2010. Ils ont été financés par l'Europe, l'état, la région Bourgogne, le département de la Nièvre et la communauté de communes des Portes du Morvan. Ces travaux ont permis son intégration dans la convention du pôle d'excellence rurale (PER) appelée « Grands lacs du Morvan », ce qui a fait dire, par abus de langage, qu'il était devenu le septième grand lac du Morvan.

## Faune et flore
Depuis 1999, on peut y observer à la fin de l'été des colonies de Pectinatella magnifica.